# Jomda (häradshuvudort i Kina, Tibet Autonomous Region, lat 31,50, long 98,21)
Jomda (kinesiska: Jiangda, 江达, 江达镇) är en häradshuvudort i Kina. Den ligger i den autonoma regionen Tibet, i den sydvästra delen av landet, omkring 710 kilometer öster om regionhuvudstaden Lhasa. Antalet invånare är 4 255. Befolkningen består av 2 132 kvinnor och 2 123 män. Barn under 15 år utgör 21,0 %, vuxna 15-64 år 73 %, och äldre över 65 år 4,0 %.
Runt Jomda är det mycket glesbefolkat, med 3 invånare per kvadratkilometer. Det finns inga andra samhällen i närheten. Trakten runt Jomda består i huvudsak av gräsmarker.
Genomsnittlig årsnederbörd är 848 millimeter. Den regnigaste månaden är juli, med i genomsnitt 215 mm nederbörd, och den torraste är december, med 1 mm nederbörd.